# Centro de Treinamento de Cosmonautas Iuri Gagarin

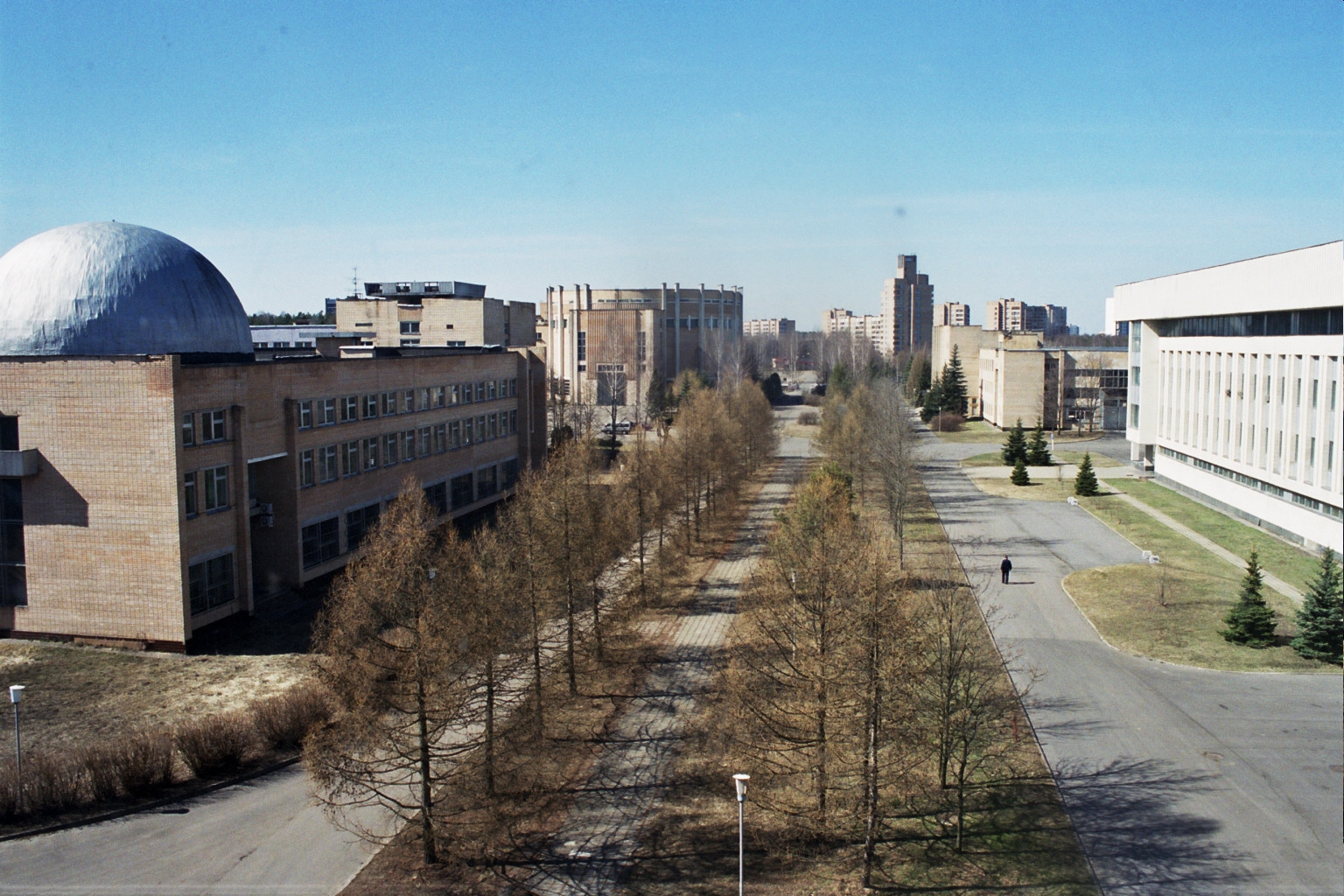
Vista do complexo do Centro

O Centro de Treinamento de Cosmonautas Iuri Gagarin(pt-BR) ou Centro de Treino de Cosmonautas Iuri Gagarin(pt-PT?) é o centro de treinamento de cosmonautas da Rússia, inaugurado em 11 de janeiro de 1960 na Cidade das Estrelas, a nordeste de Moscou, e assim chamado em 1969 com o nome do primeiro homem a ir ao espaço, Iuri Gagarin, falecido num acidente de avião no ano anterior.
O centro pertence e é dirigido pelo Ministério da Defesa da Rússia em cooperação com a Agência Espacial Federal Russa. Em suas instalações, são treinados cosmonautas russos, de repúblicas vizinhas que integravam a ex-União Soviética e de outros países diversos, para as missões espaciais do programa espacial russo. Ele também é a maior das três unidades de cosmonautas do pais e mais da metade dos cosmonautas do país pertence a esta unidade.
No passado, o centro também treinava cosmonautas de países que integravam o bloco soviético no programa chamado de Intercosmos, visando uma política de boas relações tecnológicas com seus aliados e que teve seu começo no programa conjunto russo-americano Apollo-Soyuz em 1975. O Intercosmos viria a integrar cosmonautas de outros países não alinhados à União soviética como Índia e França e construiu uma boa base para uma contínua cooperação espacial entre a União Soviética e os Estados Unidos nas operações conjuntas no espaço e em preparação para as expedições ônibus espacial-Mir e à ISS após a desintegração da URSS nos anos 90.
As instalações do centro incluem:

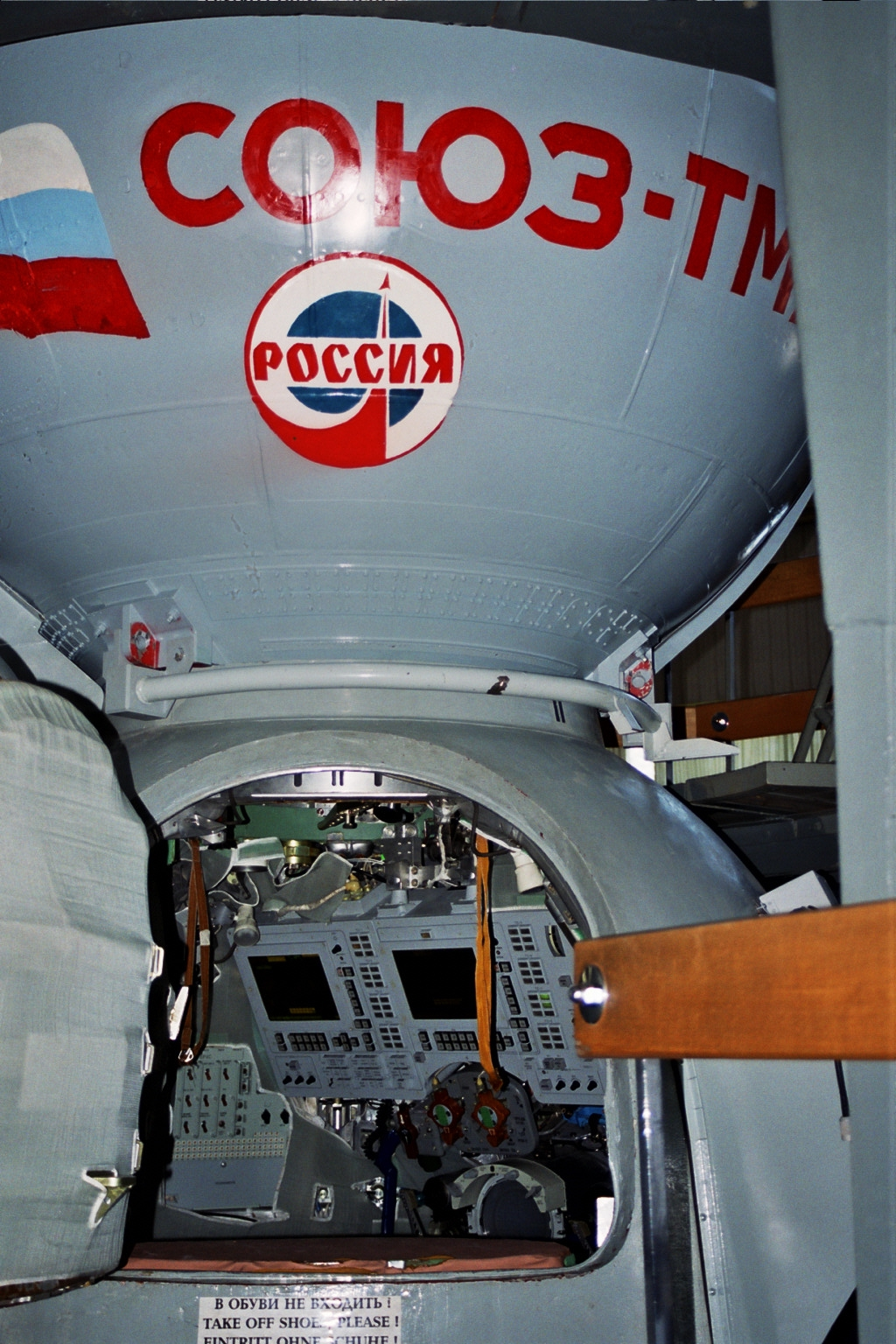
Módulo de treinamento da Soyuz-TMA.

- Cópias em tamanho real de todas as principais espaçonaves construídas desde os tempos da União Soviética, da Soyuz ao Buran, de cápsulas Salyut à módulos da Mir e da Estação Espacial Internacional.
- Uma grande piscina, simulando a falta de peso para treinamento de Atividades extra-veiculares no espaço, com 12 m de profundidade, 23 m de diâmetro e capacidade para receber 5000 m3 de água.
- Aeronaves para treinamento em simulação de gravidade zero, incluindo Migs-15, Tupolevs Tu-104 e aviões de carga com grande volume interno. As aeronaves são baseadas na base da força aérea de Chkalovskiy.
- Duas grandes centrífugas projetadas para simular as forças-G existentes durante o lançamento.
- Clínica médica
- Um planetário construído na Alemanha Oriental, capaz de projetar cerca de nove mil estrelas em seu cosmos artificial.
- O escritório original de Iuri Gagarin e diversos monumentos e bustos erguidos em sua homenagem e de outros cosmonautas.